# Kvindens kønsorganer
1. Æggeleder 2. urinblære
3. kønsben 4. urinrør 5. klitoris 6. kønslæber
7. skede 8. æggestok 9. colon sigmoideum
10. livmoder 11. fornix vagina 12. livmoderhals
13. endetarm 14. Endetarmsåbning 
Kvindens kønsorganer er de specielle organer kvinder har, som bruges til forplantning og i stor grad også seksuel aktivitet.
Kønsorganerne deles typisk op i indre og ydre kønsorganer.
De indre kønsorganer:
- Indre kønslæber – indre organ omkransende indgangen til skeden og urinrøret.
- Livmoder – organ til at nære befrugtet æg og senere foster
- Livmoderhals – overgangen mellem skede og livmoder
- Ovarie – opbevaring af umodne æg og modning af disse.
- Skede – organ hvor penis indføres
- Æggeleder – fører æg fra ovarie til livmoder
- Æggeledertragt - når et æg bliver løsnet, fører æggeledertragten det til æggelederen.

De ydre kønsorganer:
- Vulva
  - Klitoris – knop til seksuel stimulering
  - Ydre kønslæber – ydre og indre organ omkransende indgangen til skeden

Andre organer på illustrationen:
- Endetarm
- Endetarmsåbning (anus)
- Kønsben
- Urinblære
- Urinrør